# Trypolitania (kolonia włoska)
Trypolitania (wł. Tripolitania italiana, w tłum. na pol. „Trypolitania włoska”) – włoska kolonia, istniejąca w latach 1927-1934 na terenie Trypolitanii (obecnie część Republiki Libii).

## Historia
|  |
|  |

W wyniku wojny włosko-tureckiej (1911-1912) terytoria obecnej Libii przeszły pod panowanie Włoch, które na jej terenie utworzyły kolonię, Włoską Afrykę Północną. W 1927 roku wydzielono z niej Cyrenajkę i Trypolitanię, zaś w 1934 połączono je wszystkie, tworząc Libię.
Po zajęciu przez Królestwo Włoch Trypolisu w 1911 w kraju wybuchło powstanie kierowane przez bohatera narodowego Libii, Umara al-Muchtara. Włosi osiedlali w Libii osadników oraz prowadzili italianizację miejscowej ludności.